# Jean Le Garrec
Pour les articles homonymes, voir Le Garrec.
Jean Le Garrec, né le 9 août 1929 au Palais à Belle-Île-en-Mer (Morbihan) et mort le 19 février 2023 à Paris, est un homme politique français, député socialiste de 1981 à 2007, avec la seule interruption de la Xe législature (1993-1997).

## Biographie
Membre du Parti socialiste unifié (PSU) dans les années 1970, Jean Le Garrec suit Michel Rocard en 1974 lorsque ce dernier rejoint le Parti socialiste (PS). Il devient par la suite proche de Pierre Mauroy.
Il est élu député le 21 juin 1981 dans la 16e circonscription du Nord (Cambrai). Le 23 juin 1981, il est nommé secrétaire d'État chargé des nationalisations. Il est élu le 16 mars 1986 député du Nord (scrutin proportionnel à un seul tour avec listes départementales) ; réélu le 12 juin 1988 député de la dix-huitième circonscription du Nord ; élu le 1er juin 1997 dans la 12e circonscription du Nord (Dunkerque, Grande-Synthe, Gravelines) ; réélu le 16 juin 2002. Il fait partie du groupe socialiste.
- Président de la commission des finances - du 07/04/1992 au 01/04/1993
- Président de la commission des affaires culturelles, sociales et familiales - du 08/04/1998 au 18/06/2002
- Vice-président de l'Assemblée nationale - du 26/06/2002 au 08/06/2005

Il participe aux travaux du club Réformer, groupe de réflexion politique avec Martine Aubry, Marylise Lebranchu, François Lamy et Adeline Hazan. En 2006, il est élu président de l'association Alliance Villes Emploi.
En 2006, il annonce qu'il ne se représentera pas aux élections législatives de 2007. Le PS investit Marie Fabre pour lui succéder.
Jean Le Garrec meurt le 19 février 2023 dans le 11e arrondissement de Paris, à l’âge de 93 ans.

## Mandats et fonctions

### Mandats et fonctions locales
- 14/03/1983 - 19/03/1989 : conseiller municipal de Cambrai (Nord)
- 20/03/1989 - 18/06/1995 : conseiller municipal de Cambrai
- 23/03/1992 - 15/03/1998 : conseiller régional du Nord-Pas-de-Calais
- 16/03/1998 - 28/03/2004 : conseiller régional du Nord-Pas-de-Calais

### Mandats et fonctions nationales
- 22/05/1981 - 22/06/1981 : secrétaire d'État auprès du Premier ministre
- 23/06/1981 - 29/06/1982 : secrétaire d'État auprès du Premier ministre, chargé de l'extension du secteur public
- 02/07/1981 - 23/07/1981 : député du Nord
- 29/06/1982 - 22/03/1983 : ministre délégué auprès du Premier ministre, chargé de l'emploi
- 24/03/1983 - 17/07/1984 : secrétaire d'État auprès du Premier ministre
- 23/07/1984 - 20/03/1986 : secrétaire d'État auprès du Premier ministre, chargé de la fonction publique et des simplifications administratives
- 02/04/1986 - 14/05/1988 : député du Nord
- 23/06/1988 - 01/04/1993 : député du Nord
- 12/06/1997 - 19/06/2002 : député du Nord
- 19/06/2002 - 19/06/2007 : député du Nord

## Distinction
- Chevalier de la Légion d'honneur le 14 juillet 2011.

## Publications
- Une vie à gauche, éditions de l'Aube, 2006
- Trois femmes, éditions Bruno Prince, 2011
- L’idée socialiste. Il faut retrouver Proudhon, avec Guillaume Blanc, éditions Bruno Prince, 2011